# 辻一徳
辻 一徳（つじ もとのり）は、日本の化学者。薬学博士。
タンパク二次構造予測とタンパク質構造予測法に基づく国産初のホモロジーモデリング・生体高分子モデリング・リガンド結合部位予測・ドッキングシミュレーション・バーチャルスクリーニングからなる構造ベース創薬システムの開発者。生体高分子相互作用部位・リガンド結合部位・構造ベースファーマコフォア予測法 (PIEFII) を開発。全系量子化学計算による受容体サブタイプ選択性などの医薬品設計技術を開発。新型コロナウイルス感染症 (2019年)治療薬開発では世界初の大規模インシリコスクリーニングを実施し、Wiley社から2020年のTop Downloaded Article証明書が授与されている。

## 略歴
学歴
- 1992年3月 九州大学大学院農学研究科農芸化学専攻修士課程修了
- 1997年5月 東京大学大学院薬学系研究科博士取得見込退学
- 1998年3月 東京大学博士（薬学）学位取得

職歴
- 1997年6月 東京大学大学院薬学系研究科・薬学部教務補佐員
- 1998年4月 東京大学大学院薬学系研究科・薬学部博士研究員
- 1998年4月 東京大学分子細胞生物学研究所研究員
- 2003年7月 分子機能研究所代表
- 2007年6月 千葉大学招聘研究員（兼任）
- 2017年4月 東京医科歯科大学非常勤講師（兼任）
- 2021年10月 横浜国立大学非常勤教員（兼任）